# Związek gmin Seckachtal
Związek gmin Seckachtal – związek gmin (niem. Gemeindeverwaltungsverband) w Niemczech, w kraju związkowym Badenia-Wirtembergia, w rejencji Karlsruhe, w regionie Rhein-Neckar, w powiecie Neckar-Odenwald. Siedziba związku znajduje się w mieście Adelsheim, przewodniczącym jego jest Klaus Gramlich.
Związek zrzesza jedno miasto i jedną gminę wiejską:
- Adelsheim, miasto, 5 307 mieszkańców, 43,84 km²
- Seckach, 4 331 mieszkańców, 27,85 km²